# Pedro Mallo
Pedro Mallo (Buenos Aires, 11 de agosto de 1837- Buenos Aires, 17 de junio de 1899) fue un médico e historiador argentino del siglo XIX que cumplió un destacado papel en sanidad naval.

## Biografía
Pedro Mallo nació en la ciudad de Buenos Aires el 11 de agosto de 1837, hijo de Manuel Mallo y de Juana Freyre.
Ingresó a la Facultad de Medicina de la Universidad de Buenos Aires en 1858 y se doctoró en medicina en 1864 con una tesis sobre la enajenación mental.
Ese mismo año fundó con Ángel Gallardo la Revista Médico Quirúrgica, cuyo primer número apareció el día 8 de abril.
Tras estallar la Guerra de la Triple Alianza contra Paraguay, el 8 de mayo de 1865 el gobierno argentino decretó la organización del Cuerpo Médico.
Mallo se alistó en el mismo y tuvo una destacada actuación en el conflicto, organizando en la provincia de Corrientes tiendas sanitarias y hospitales de sangre y creando la camilla de campaña que utilizó el Ejército Argentino y la primera mochila botiquín.
En 1870 se encontraba de regreso en Buenos Aires y era designado para dictar la cátedra de Medicina Legal en la Facultad de Medicina y luego la de Higiene en reemplazo de Guillermo Rawson.
Ese mismo año fue iniciado en la logia masónica Constancia n.º 7, en la que alcanzaría el grado 33°.
Durante la epidemia de fiebre amarilla en Buenos Aires que en 1870 y 1871 afectó a 50 000 habitantes de la ciudad —la cuarta parte de la población estable— y causó la muerte de alrededor de 14 000 personas Pedro Mallo prestó abnegados servicios a través de la Comisión Masónica de ayuda.
El 21 de abril de 1879 un decreto refrendado por el presidente Nicolás Avellaneda y su Ministro de Marina general Luis María Campos creó el cargo de Cirujano General de la Armada, que con jerarquía de teniente coronel tendría la jefatura del personal médico de la marina, designando a Pedro Mallo para esa función.
Un nuevo decreto del 31 de diciembre de 1880 estableció el cargo de Cirujano Mayor de la Armada y especificó sus atribuciones en tanto Director del Cuerpo de Sanidad Naval. Pedro Mallo fue confirmado en el puesto con el rango de Cirujano Mayor, equivalente al de capitán de navío.
El 1 de abril de 1882 el Cuerpo de Sanidad de la Armada pasó a depender del Ministerio de Guerra y Marina. Acompañaban a Pedro Mallo como Cirujano Mayor los cirujanos principales Mario Mason y Benjamín Araoz de quienes dependían los cirujanos de primera y segunda clase.
El 20 de junio de 1885 una nueva modificación en el organigrama hizo depender el Cuerpo Médico del Estado Mayor General y el 15 de octubre de 1888 la ley 2377 dictada bajo la presidencia de Miguel Juárez Celman organizó definitivamente la estructura de la Sanidad de la Armada y Pedro Mallo fue designado inspector general de la Armada.
Se retiró de la actividad militar en 1896.
Ese mismo año la Facultad de Ciencias Médicas le encargó un trabajo sobre la historia de la medicina en el país. Su Historia de la medicina en el Río de la Plata desde sus orígenes hasta el año de 1822 publicada en 1897 en dos tomos —Páginas de la Historia de la Medicina en el Río de La Plata y Apuntes históricos sobre la viruela, la variolización y la vacuna— es considerada un trabajo fundamental en la materia por lo que es considerado uno de los más ilustres historiadores de la medicina argentina junto a Juan María Gutiérrez, Nicanor Albarellos, Félix Garzón Maceda y Eliseo Cantón. Escribió también sobre sanidad en combate, higiene en los buques de guerra, enfermeros en la Armada y material sanitario en los buques, entre otros temas relacionados con su función en la Armada.
Casó con Isabel Urioste Roseti con quien tuvo una hija, Irene Mallo Urioste.
Pedro Mallo falleció 17 de junio de 1899 en su ciudad natal., luego de ser designado vicedecano de la Facultad de Medicina.
El Hospital Naval Central lleva su nombre.